# Tommaso Giordani
Tommaso Giordani (ur. około 1730 w Neapolu, zm. pod koniec lutego 1806 w Dublinie) – włoski kompozytor, działający w Anglii i Irlandii.

## Życiorys
Był synem śpiewaka, impresaria i librecisty Giuseppe Giordaniego. Był członkiem wędrownej trupy operowej, do którego należeli obydwoje jego rodzice, dwóch braci i siostra. Około 1745 roku opuścił wraz z nią rodzinny Neapol i udał się do Senigallii (1747), Grazu (1748), Frankfurtu nam Menem (1750) i Amsterdamu (1752), ostatecznie docierając do Londynu (1753). Występował w londyńskim Covent Garden Theatre w Gli amanti gelosi (1753) i La comediante fatta cantatrice (1756) Gioacchino Cocchiego. W 1764 roku wystawił w Dublinie Gli amanti gelosi Baldassare Galuppiego z własną uwerturą i kilkoma ariami. W latach 1768–1783 działał w Londynie, gdzie był m.in. dyrygentem King’s Theatre. W 1783 roku osiadł w Dublinie. Założył tam własny teatr, który jednak po kilku miesiącach zbankrutował. Później współpracował jako kompozytor i dyrygent ze Smock Alley Theatre i New Theatre Royal na Crow Street. Organizował koncerty na wzór francuskiego Concert Spirituel. W 1794 roku został przewodniczącym Irish Music Found. W 1796 roku wycofał się z życia publicznego.
Skomponował około 50 utworów scenicznych, w tym m.in. opery L’Eroe chinese (wyst. Dublin 1766), Il Padre e il figlio rivali (wyst. Londyn 1770), Artaserse (wyst. Londyn 1772), Il re pastore (wyst. Londyn 1778) i Il bacio (wyst. 1782), oratorium Isaac (wyst. Dublin 1767), kantaty, pieśni do słów w języku włoskim i angielskim, koncerty instrumentalne, utwory kameralne i na instrumenty klawiszowe. Twórczość Giordianiego nosi cechy stylu galant, porównywana była do twórczości Johanna Christiana Bacha.